# Stanley Park Stadium
Lo Stanley Park Stadium, o New Anfield era il nome proposto per un nuovo stadio da 61.000 posti a Liverpool, in Inghilterra di proprietà del Liverpool, da costruirsi nella zona di Stanley Park.
Lo stadio aveva ricevuto il benestare del concilio cittadino di Liverpool nel 2003. Secondo i progetti, lo stadio avrebbe dovuto essere aperto al pubblico, perfettamente funzionante, nel 2012, ma i lavori furono sospesi a causa della crisi economica attuale. Il 15 ottobre del 2012 il progetto è stato definitivamente abbandonato.

## Storia
Inizialmente lo stadio doveva essere costruito per il 2006, con una capacità di 55.000 posti a sedere, ma in seguito si è deciso per uno stadio da 61.000 posti a sedere, che potrà essere ampliato e portato a 71.000 se necessario. Inizialmente sembrava che ci fosse una compartecipazione dell'Everton, ma la società red ha più volte ammesso che lo stadio non verrà condiviso con i rivali cittadini.
Da progetto, la forma dovrebbe essere quella tradizionale a quattro tribune, in modo da garantire un'ottima visuale e portare gli spettatori più vicini al campo di gioco.
Verrà costruita una nuova Kop, più grande (prevista un'aggiunta di 5.000 posti); la caratteristica della nuova curva sarà un avveniristico tetto parabolico, studiato per amplificare il volume dei cori dei tifosi del Liverpool, storicamente già leggendari in quanto a intensità incitamento.
I lavori sono iniziati il 24 giugno 2008, ma il 5 ottobre dello stesso anno, il Chief Executive Officier della società, Rick Parry, ha detto che i tempi di lavoro subiranno probabilmente dei ritardi a causa della recente crisi economica mondiale. Il 15 ottobre del 2012 il nuovo board del Liverpool ha annunciato che il progetto del nuovo stadio viene definitivamente accantonato per mancanza di fondi.